# Charles Malherbe

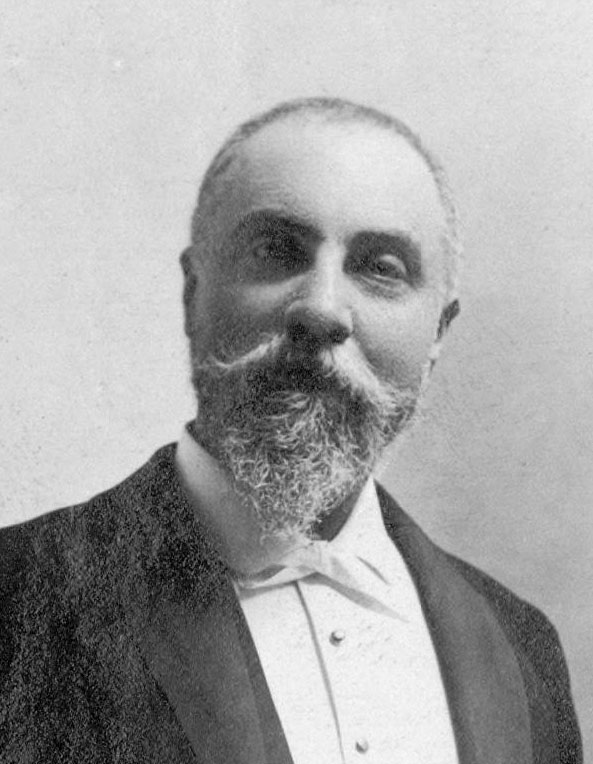
Charles Malherbe.

Charles Théodore Malherbe, född den 21 april 1853 i Paris, död där den 8 oktober 1911, var en fransk musikskribent och arkivarie.
Malherbe medverkade som skribent i olika musiktidskrifter samt författade även större verk som L'oeuvre dramatique de R. Wagner (1886) och Précis d'histoire de l'opéra comique (1887), båda i samarbete med Albert Soubies. Tillsammans med Camille Saint-Saëns utgav han en samlingsutgåva av Jean-Philippe Rameaus verk. Från 1899 var Malherbe arkivarie vid Parisoperan.